# 武雄溫泉

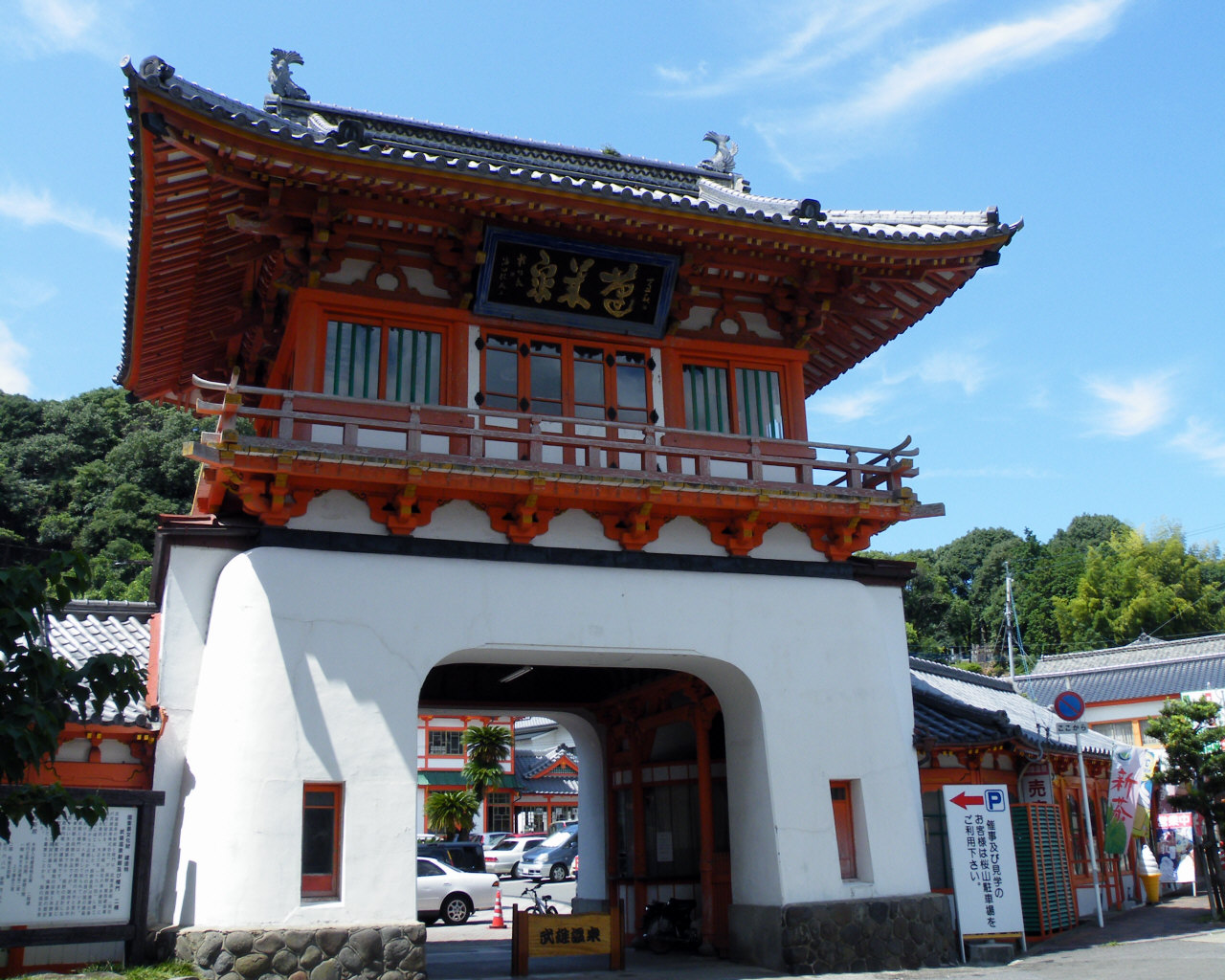
武雄溫泉樓門

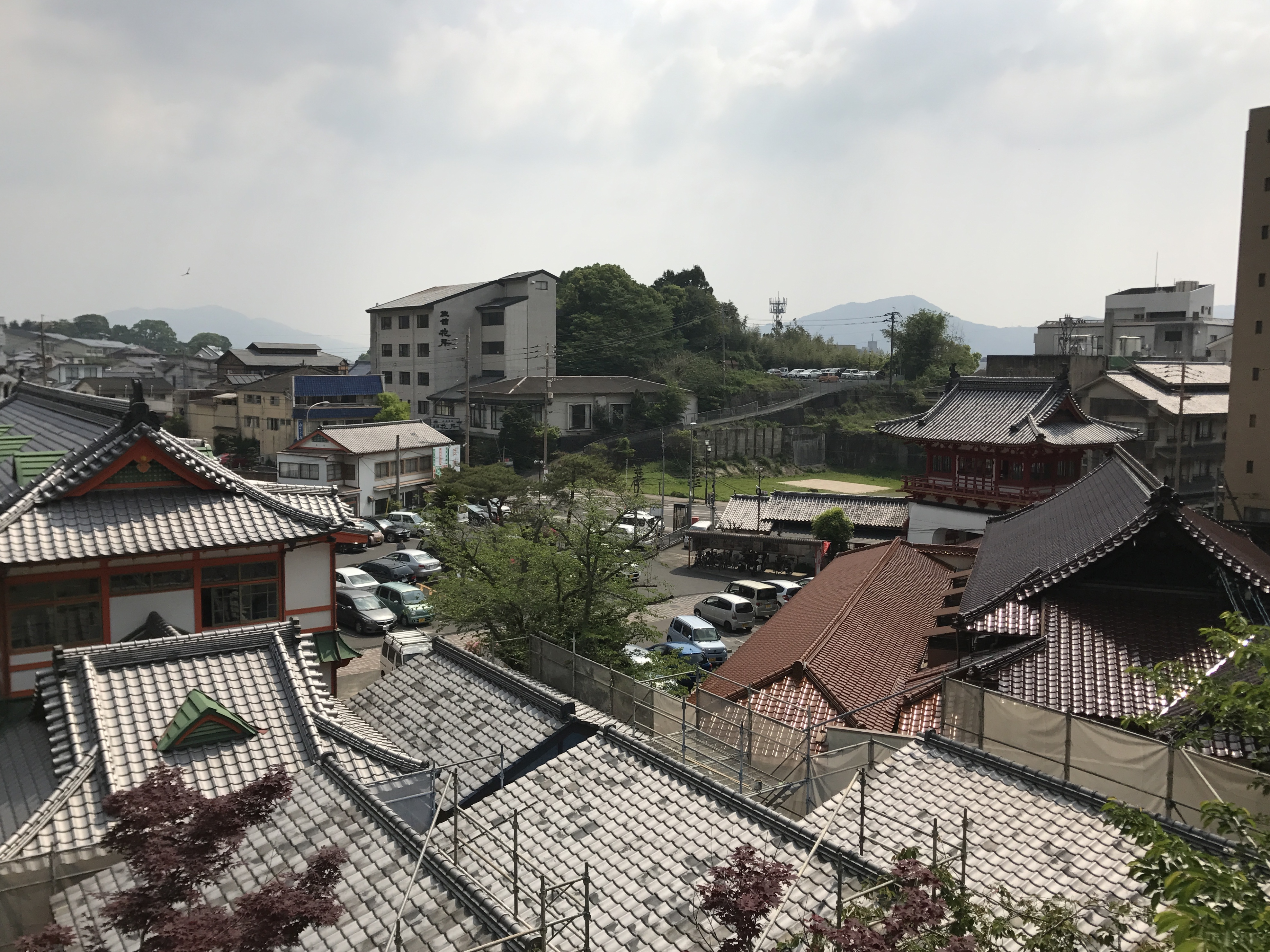
武雄溫泉街

武雄溫泉（日语：たけおおんせん）是佐賀縣武雄市的溫泉，和嬉野溫泉並稱縣內的二大溫泉。

## 泉質
- 單純溫泉
- 碳酸氫塩泉

## 溫泉街
辰野金吾在1914年（大正3年）設計的樓門（國之重要文化財）是溫泉街的象徵，有共同浴場、旅館等。

## 關連項目
- 溫泉番付

## 外部連結
- 武雄市観光協会 （页面存档备份，存于）